# Hiroyuki Taniguchi
Hiroyuki Taniguchi (谷口博之?, Taniguchi Hiroyuki; Yokosuka, 27 giugno 1985) è un ex calciatore giapponese, di ruolo centrocampista.
Ha fatto parte della selezione nipponica che ha preso parte ai Giochi della XXIX Olimpiade di Pechino nel 2008.

## Statistiche

### Cronologia presenze e reti in nazionale
| Cronologia completa delle presenze e delle reti in nazionale ― Giappone olimpica | Cronologia completa delle presenze e delle reti in nazionale ― Giappone olimpica | Cronologia completa delle presenze e delle reti in nazionale ― Giappone olimpica | Cronologia completa delle presenze e delle reti in nazionale ― Giappone olimpica | Cronologia completa delle presenze e delle reti in nazionale ― Giappone olimpica | Cronologia completa delle presenze e delle reti in nazionale ― Giappone olimpica | Cronologia completa delle presenze e delle reti in nazionale ― Giappone olimpica | Cronologia completa delle presenze e delle reti in nazionale ― Giappone olimpica |
| Data                                                                             | Città                                                                            | In casa                                                                          | Risultato                                                                        | Ospiti                                                                           | Competizione                                                                     | Reti                                                                             | Note                                                                             |
| -------------------------------------------------------------------------------- | -------------------------------------------------------------------------------- | -------------------------------------------------------------------------------- | -------------------------------------------------------------------------------- | -------------------------------------------------------------------------------- | -------------------------------------------------------------------------------- | -------------------------------------------------------------------------------- | -------------------------------------------------------------------------------- |
| 7-8-2008                                                                         | Tientsin                                                                         | Giappone olimpica                                                                | 0 – 1                                                                            | Stati Uniti olimpica                                                             | Olimpiadi 2008 - 1º turno                                                        | -                                                                                |                                                                                  |
| 10-8-2008                                                                        | Tientsin                                                                         | Nigeria olimpica                                                                 | 2 – 1                                                                            | Giappone olimpica                                                                | Olimpiadi 2008 - 1º turno                                                        | -                                                                                |                                                                                  |
| 13-8-2008                                                                        | Shenyang                                                                         | Paesi Bassi olimpica                                                             | 1 – 0                                                                            | Giappone olimpica                                                                | Olimpiadi 2008 - 1º turno                                                        | -                                                                                | 80’                                                                              |
| Totale                                                                           |                                                                                  | Presenze                                                                         | 3                                                                                |                                                                                  | Reti                                                                             | 0                                                                                |                                                                                  |

## Palmarès

### Individuale
- J. League Cup Premio Nuovo Eroe: 1

2006